# Karl Löwe (Verwaltungsjurist)

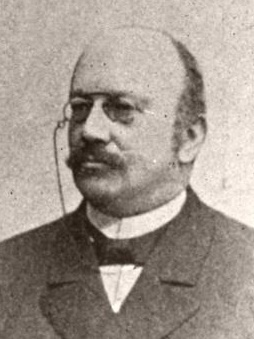
Karl Löwe

Carl Wilhelm Leopold Löwe (* 21. Dezember 1845 in Breslau; † 8. August 1907 in Kiel) war ein deutscher Verwaltungsjurist. Als erster Präsident des Kaiserlichen Kanalamtes begründete er den Beruf des Kanalsteurers auf dem Kaiser-Wilhelm-Kanal, dem späteren Nord-Ostsee-Kanal.

## Leben
Löwe studierte Rechtswissenschaft an der Eberhard Karls Universität Tübingen und der Friedrich-Wilhelms-Universität zu Berlin. 1865 wurde er Mitglied des Corps Suevia Tübingen und des Corps Neoborussia Berlin. Nach den Examen und der Auskultatorausbildung trat er in innere Verwaltung  des Königreichs Preußen. Von 1877 bis 1885 versah er das Amt des Landrats des Kreises Heinsberg in der Rheinprovinz. Als der Reichstag (Deutsches Kaiserreich) 1886 das Gesetz zum Bau eines Kanals zwischen Nordsee und Ostsee verabschiedet hatte, wurde Löwe Leiter der Kaiserlichen Kanalkommission. Mit der Eröffnung des Kanals wurde Löwe 1895 als Geheimer Regierungsrat zum Präsidenten des Kaiserlichen Kanalamtes ernannt.
Im ersten Betriebsjahr des Kaiser-Wilhelm-Kanals havarierte fast jedes 20. Schiff. Löwe erkannte die Notwendigkeit, Kanalsteurer nach niederländischem (Nordseekanal) und belgischem  (Kanal Gent–Terneuzen) Muster auszubilden und auf dem Kaiser-Wilhelm-Kanal einzusetzen. Am 15. Juli 1899 trug er das Ansinnen im preußischen Innenministerium vor. Der Staatssekretär genehmigte es am 9. Oktober 1899. Damit entstand der bis heute in Deutschland einmalige  Beruf des Kanalsteurers. Am 7. Februar 1900 bat die Kanalverwaltung 37 Reedereien, auf ihren Schiffen die Ausbildung der Kanalsteurer während der Kanalpassage zu ermöglichen.
Mit 62 Jahren gestorben, wurde Löwe auf dem Friedhof Holtenau beigesetzt. Sein Nachfolger war Georg Kautz.

## Auszeichnungen
- Roter Adlerorden, 2. Klasse mit Eichenlaub[3]
- Roter Adlerorden, 3. Klasse mit Krone und Schleife
- Königlicher Kronen-Orden (Preußen), 2. Klasse
- Eisernes Kreuz 2. Klasse
- Landwehrdienstauszeichnung 1. Klasse
- Greifenorden, Komturkreuz
- Oldenburgischer Haus- und Verdienstorden des Herzogs Peter Friedrich Ludwig, Komtur
- Herzoglich Sachsen-Ernestinischer Hausorden, Komtur I. Klasse
- Leopoldsorden (Belgien), Kommandeur
- Orden vom Doppelten Drachen, 2. Klasse 3. Stufe
- Royal Victorian Order, Commander
- Franz-Joseph-Orden, Komtur
- Russischer Orden der Heiligen Anna, 2. Klasse
- Weißer Elefantenorden, Kommandeur